# Transport Tower
Transport Tower (ros. Транспорт Тауэр) – wieżowiec w Astanie, stolicy Kazachstanu, o charakterystycznym wyglądzie podobnym do zapalniczki.
Budynek oddany do użytku w 2003, mierzy 155,15 m i ma 34 kondygnacje oraz 32,294 m² powierzchni użytkowej. Budynek posiada 10 wind.
Mieści się w nim Ministerstwo Transportu i Komunikacji oraz Ministerstwa Przemysłu i Nowych Technologii Republiki Kazachstan.
W latach 2003–2008 był to najwyższy budynek w Astanie. Obecnie pod względem wysokości zajmuje 2 miejsce w Astanie i 3 miejsce w kraju.

## Zapalniczka
Ze względu na swój charakterystyczny wygląd budynek często nazywany jest zapalniczką (ros. зажигалка). Jego historia zdaje się potwierdzać trafność tej nazwy. Budynek palił się już dwa razy - pierwszy raz jeszcze w czasie jego budowy, drugi jego pożar odnotowano w cztery lata po ukończeniu budowy.

## Galeria

Transport Tower
Widok z boku, 2012
Widok z tyłu, 2008
Przy zachodzie słońca, na tle wysokościowców Astany, 2012